# Pontos extremos de uma função

Esta função tem um mínimo global em x=-3, um máximo local em x=0 e um mínimo local em x=2.

Em matemática, especialmente na análise real, os pontos de máximo e mínimo, também chamados de pontos extremos de uma função são pontos do domínio onde a função atinge seu valor máximo e mínimo. Ou seja, dizemos que {\displaystyle M} e {\displaystyle m} são valores máximos e mínimos apenas se existem pontos no domínio {\displaystyle x_{m}} e {\displaystyle x_{M}} tais que:
{\displaystyle m=f(x_{m})\leq f(x)\leq f(x_{M})=M}, para todo {\displaystyle x} no domínio.
Em geral, não se pode garantir a existência de tais máximos e mínimos, mesmo para funções reais contínuas limitadas. No entanto é possível mostrar que toda função real definida em um conjunto compacto assume tanto um máximo como um mínimo.
Define-se também ponto de máximo local e ponto de mínimo local, que são pontos de máximo (ou de mínimo) de uma função em alguma vizinhança do ponto contida no domínio.

## Definição
Uma função real {\displaystyle f} definida no domínio de X tem um ponto máximo global em x* se {\displaystyle f(x^{*})\geq f(x)} para todo x em X. Similarmente, a função tem um ponto mínimo global em x* se {\displaystyle f(x^{*})\leq f(x)} para todo x em X.
O valor da função no ponto máximo é chamado de valor máximo da função e o valor da função no ponto mínimo é chamado de valor mínimo da função.
Se o domínio X é um espaço métrico então f tem um ponto máximo local no ponto x* se existir algum Ɛ 0  de modo que f(x*)  f(x) para todo x em X dentro da distância Ɛ de x*. Similarmente, a função tem um ponto mínimo local no x* se f(x*)  f(x) para todo x em X dentro da distância Ɛ de x*. Uma definição similar pode ser usada quando X é um espaço topológico, desde que a definição possa somente ser reescrita em termos de sua vizinhança. Note que um ponto máximo global é sempre um ponto máximo local, e igualmente para pontos mínimos.
Uma função contínua real com um domínio compacto sempre tem um ponto máximo e mínimo. Um importante exemplo é uma função cujo domínio é um intervalo aberto de números reais (e limitado)  (veja o gráfico acima).

## Máximos e mínimos
Encontrar o máximo e mínimo global é o objetivo da otimização matemática. Se uma função é contínua em um intervalo fechado, então o teorema do valor extremo máximo e mínimo global existe. Além disso, o máximo global (ou mínimo) também pode ser um máximo local (ou mínimo) no interior do domínio, ou deve estar no limite do domínio. Então o método de encontrar o máximo global (ou mínimo) é através de todo máximo local (ou mínimo) no inteiro e também nos pontos máximos (ou mínimos) dos limites, e admitir o maior ou menor. Métodos dos intervalos fechados, para calcular máximos e mínimos absolutos de uma função {\displaystyle f:[a,b]} pertence ao conjunto dos números reais, IR devemos:
1.     Derivar {\displaystyle f(x)} e encontrar {\displaystyle C}, com {\displaystyle f'(C)=0}
2.     Encontrar os valores {\displaystyle C}, onde {\displaystyle f'(C)} não existe.
3.     Calcular {\displaystyle f(a)} e {\displaystyle f(b)}.
4.     Comparar {\displaystyle f(a)} e {\displaystyle f(b)} e os valores {\displaystyle f(C)}:
·        O maior é o máximo absoluto
·        O menor é o mínimo absoluto.
EX: {\displaystyle f(x)=x^{3}-3x^{2}+1}                                                {\displaystyle [-1/2.4]}     
*Primeiro passo derivar a função.
{\displaystyle f'(x)=3x^{2}-6x}
* segundo passo achar o valor de x quando a derivada é 0 (achar as raízes da derivada)
{\displaystyle f'(x)=0}
{\displaystyle 3x^{2}-6x=0}
{\displaystyle 3x(x-2)=0}

Usando a regra de Bhaskara, para que o resultado seja igual a zero, ou 3x =0, ou (x – 2) = 0
portanto as raízes são
{\displaystyle x_{1}=0} e {\displaystyle x_{2}=2}
*Terceiro passo, substituir o ponto do intervalo {\displaystyle [-1/2.4]}, na função.
{\displaystyle f(x)=x^{3}-3x^{2}+1}
*Quarto passo, substituir os valores das raízes da derivada na função
Onde
{\displaystyle f(x)=x^{3}-3x^{2}+1}
(4) ponto máximo absoluto                    (2) ponto mínimo absoluto
(17) máximo absoluto                            (-3) mínimo absoluto
O extremo local de uma função diferenciável pode ser encontrada através do teorema de Fermat, em que encontra os pontos críticos. Um modo é distinguir aonde o ponto critico é máximo local ou mínimo local usando o teste da primeira derivada, ou o teste de várias derivadas, dando uma suficiente diferenciabilidade.

## Funções com mais de uma variável

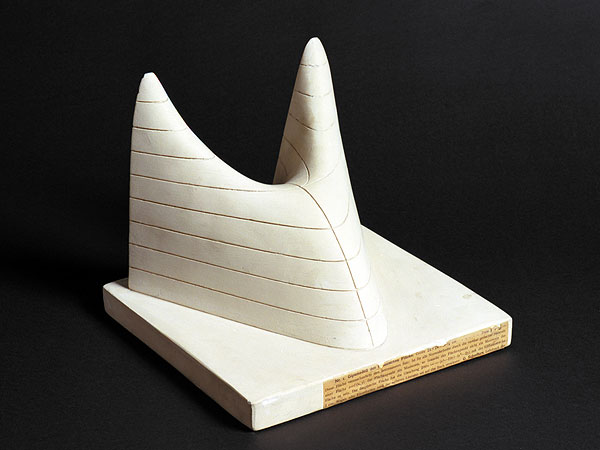
Superfície de Peano, um contraexemplo para o critério de máximo local do século XIX

Para funções de mais do que uma variável as mesmas condições se aplicam. Por exemplo, na figura a direita, a condição necessária para o máximo local são similares a utilizadas para uma função com somente uma variável. A primeira derivada parcial em z (a variável a ser maximizada) é zero no máximo. A segunda derivada parcial é negativa. Isto é necessário, porém não é uma condição suficiente para um máximo local porque há a possibilidade de um ponto mínimo. Para resolver essas condições para o máximo, a função z tem que ser completamente diferenciável. O teste da segunda derivada parcial pode ajudar classificar o ponto em que é máximo relativo ou mínimo relativo. Em contraste, há diferenças entre funções de uma variável e funções de mais do que uma variável na identificação do extremo global. Por exemplo, se um limite de uma função diferenciável f definidade em um intervalo fechado na linha dos reais tem um único ponto crítico, no qual é um mínimo local, então este é também um mínimo global (usando o Teorema do valor intermediário e o Teorema de Rolle prova isto por redução pelo absurdo). Em duas ou mais dimensões, estes argumentos falham, como a função mostra
{\displaystyle f(x,y)=x^{2}+y^{2}(1-x)^{3},x,y\in R}
O ponto critico é (0,0) no qual é o mínimo local com {\displaystyle f(0,0)=0}. No entanto, este não pode ser um global, porque {\displaystyle f(2,3)=-5}.

## Exemplos[1]
- {\displaystyle f(x)=x^{2}} definida na reta admite um mínimo em {\displaystyle x=0} mas não admite máximo.
- {\displaystyle f(x)=x^{3}} não tem mínimo ou máximo global. Entretanto a primeira derivada {\displaystyle 3x^{2}} é 0 em {\displaystyle x=0}, este é um ponto de inflexão.
- {\displaystyle f(x)=|x|} tem um mínimo global em {\displaystyle x=0} que não pode ser encontrado pelas derivadas, porque a derivadas não existe em x=0.
- {\displaystyle f(x)=cos(x)} definida na reta admite infinitos pontos de máximo e infinitos pontos de mínimo.
- {\displaystyle f(x)=\sin(x)} definida na reta admite infinitos pontos de máximo e infinitos pontos de mínimo.

## Pontos críticos
Seja {\displaystyle f:D\to \mathbb {R} } uma função real diferenciável em um domínio {\displaystyle D} contido nos reais. Então todo ponto de máximo ou de mínimo local é também um ponto crítico da função, ou seja, sua derivada é nula.
Para demonstração isso, seja {\displaystyle x_{0}} um ponto de máximo local, a derivada é dada por:
{\displaystyle f'(x_{0})=\lim _{h\to 0}{\frac {f(x_{0}+h)-f(x_{0})}{h}}}
Podemos supor que {\displaystyle h} é suficientemente pequeno de forma que {\displaystyle f(x_{0}+h)\leq f(x_{0})}.
O que nos permite concluir, usando a existência do limite:
{\displaystyle f'(x_{0})=\lim _{h\to 0+}{\frac {f(x_{0}+h)-f(x_{0})}{h}}\leq 0}
{\displaystyle f'(x_{0})=\lim _{h\to 0-}{\frac {f(x_{0}+h)-f(x_{0})}{h}}\geq 0}
A demonstração no caso de um ponto de mínimo é análoga.